# Velle
Velle (llamada oficialmente Santa Marta de Velle) es una parroquia y un lugar del municipio español de Orense, en la provincia de Orense, Galicia.

## Organización territorial
La parroquia está formada por dieciocho entidades de población, constando trece de ellas en el nomenclátor del Instituto Nacional de Estadística español:
- Batundeira (A Batundeira)
- Bouzachás
- Cangos
- Casijova (Casixova)
- Cazaligo
- El Lagar (O Lagar)
- La Granja (A Granxa)
- Lonia de Arriba (A Lonia de Arriba)
- Outeiro (O Outeiro)
- Pacio (O Pacio)
- Pedra (A Pedra)
- Pousa (A Pousa)
- Quintela (Quintela de Velle)
- Regouje (Regoufe)
- Rojomilo (Roxomilo)
- San Mamed (San Mamede)
- Senra (A Senra)
- Velle (Pueblo de la Carretera)

## Demografía

### Parroquia
| Gráfica de evolución demográfica de Velle (parroquia) entre 2000 y 2023 |
|                                                                         |
| Datos según el nomenclátor publicado por el INE.                        |

### Lugar
| Gráfica de evolución demográfica de Velle (lugar) entre 2000 y 2023 |
|                                                                     |
| Datos según el nomenclátor publicado por el INE.                    |